# گابریل مارکس
گابریل مارکس (اسپانیایی: Gabriel Márquez‎؛ زادهٔ ۱۲ فوریهٔ ۱۹۵۶) بازیکن فوتبال اهل مکزیک بود.
وی همچنین در تیم ملی فوتبال مکزیک بازی کرده‌است.
وی در مسابقات بین‌المللی در مجموع برندهٔ ۱ مدال طلا شده‌است.